# Achaemenes coriaceus
Achaemenes coriaceus är en insektsart som beskrevs av Ronald Gordon Fennah 1957. Achaemenes coriaceus ingår i släktet Achaemenes och familjen kilstritar. Inga underarter finns listade i Catalogue of Life.